# ملعب مساعد الشنفا
استاد مساعد الشنفا، هو الملعب الخاص بنادي التضامن الكويتي، وقد سمي الملعب باسم أحد مؤسسي النادي مساعد الشنفا، وقد ترأس النادي في فترة من الفترات, يتسع الملعب ل14050 متفرج.

## روابط خارجية
- معلومات الاستاد